# چارلز بیرد
چارلز بیرد (انگلیسی: Charles A. Beard; ۲۷ نوامبر ۱۸۷۴ – ۱ سپتامبر ۱۹۴۸) تاریخ‌نگار، و استاد دانشگاه اهل ایالات متحده آمریکا بود.